# مسیر پیام‌رسانی وینت
در زیست‌شناسی سلولی مسیر پیام‌رسانی سلولی وینت (انگلیسی: Wnt signaling pathway) گروهی از مسیرهای ترارسانی پیام هستند که با پروتئین‌هایی آغاز می‌شوند که پیام‌ها را از طریق گیرنده‌های سطح سلول به سلول دیگر منتقل می‌کنند. نام Wnt که «وینت» (wint) تلفظ می‌شود، یک تکواژ چندوجهی است که با استفاده از نام‌های «Wingless» و «Int-1» ایجاد شده است. مسیرهای پیام‌رسانی وینت از ارتباطات سلول‌های مجاور (پیام‌رسانی پاراکراین) یا ارتباط همان سلول (پیام‌رسانی اتوکراین) استفاده می‌کنند. در جانوران این مسیرها از نظر تکاملی «حفاظت‌شده» هستند، به این معنی که این مسیرها در گونه‌های جانوری از مگس میوه گرفته تا انسان مشابه هستند.
تا به امروز سه مسیر پیام‌رسانی سلولی وینت مشخص شده است: مسیر وینت متعارف (کانونی)، مسیر نامتعارف (غیرکانونی) قطبیت سلول مسطح، و مسیر وینت/کلسیم نامتعارف. هر سه مسیر با اتصال یک لیگاند پروتئین-وینت به یک گیرندهٔ خانواده فریزلد فعال می‌شوند که سیگنال بیولوژیکی را به پروتئین داخل سلولی دی‌شِـوِلد منتقل می‌کند. مسیر متعارف وینت منجر به تنظیم رونویسی ژن می‌شود و تصور می‌شود که تا حدودی توسط ژن SPATS1 تنظیم منفی می‌شود. مسیر نامتعارف (غیرکانونی) قطبیت سلول مسطح، اسکلت سلولی را که تضمین‌کنندهٔ شکل سلول است، تنظیم می‌کند. وظیفهٔ مسیر وینت/کلسیم نامتعارف، تنظیم پیام‌رسانی کلسیمی داخل سلول است.
مسیر پیام‌رسانی سلولی وینت نخستین بار در جریان پژوهش‌ها جهت درک نقش آن در سرطان‌زایی و سپس هنگام بررسی عملکرد آن در رشد رویان جانوری شناسایی شد. فرآیندهای جنینی که تحت کنترل این مسیر است شامل الگودهی محور بدن، تعیین سرنوشت سلولی، تکثیر سلولی و مهاجرت سلولی است. این فرایندها برای شکل‌گیری مناسب بافت‌های مهم بدن از جمله استخوان، قلب و ماهیچه ضروری هستند. نقش آن در رشد جنینی زمانی کشف شد که جهش‌های ژنتیکی در پروتئین‌های مسیر وینت، رویان‌های غیرعادی مگس سرکه را تولید کردند. پژوهش‌های بعدی نشان داد که ژن‌های مسئول این ناهنجاری‌ها بر رشد سرطان پستان در موش‌ها نیز تأثیر می‌گذارند. مسیر پیام‌رسانی وینت همچنین بازسازی بافت را در مغز استخوان، پوست و روده بزرگسالان کنترل می‌کند.
اهمیت بالینی این مسیر با جهش‌هایی که منجر به بیماری‌های مختلفی از جمله سرطان پستان، سرطان پروستات، گلیوبلاستوما، دیابت نوع ۲ و غیره می‌شود، نشان داده شده است. در سال‌های اخیر، پژوهشگران نخستین استفاده موفقیت‌آمیز از مهارکننده‌های مسیر وینت را در مدل‌های بیماری در موش‌ها گزارش کردند.

## برای مطالعهٔ بیشتر
- Milosevic V,  et al. (January 2020). "Wnt/IL-1β/IL-8 autocrine circuitries control chemoresistance in mesothelioma initiating cells by inducing ABCB5". Int. J. Cancer. 146 (1): 192–207. doi:10.1002/ijc.32419. hdl:2318/1711962. PMID 31107974. S2CID 160014053.
- Dinasarapu AR, Saunders B, Ozerlat I, Azam K, Subramaniam S (June 2011). "Signaling gateway molecule pages--a data model perspective". Bioinformatics. 27 (12): 1736–8. doi:10.1093/bioinformatics/btr190. PMC 3106186. PMID 21505029.